# 게사쿠
게사쿠(戯作)는 일본에서 에도 시대에 지어진 통속 오락 소설을 총칭하는 일본어이다.